# 偕二醇

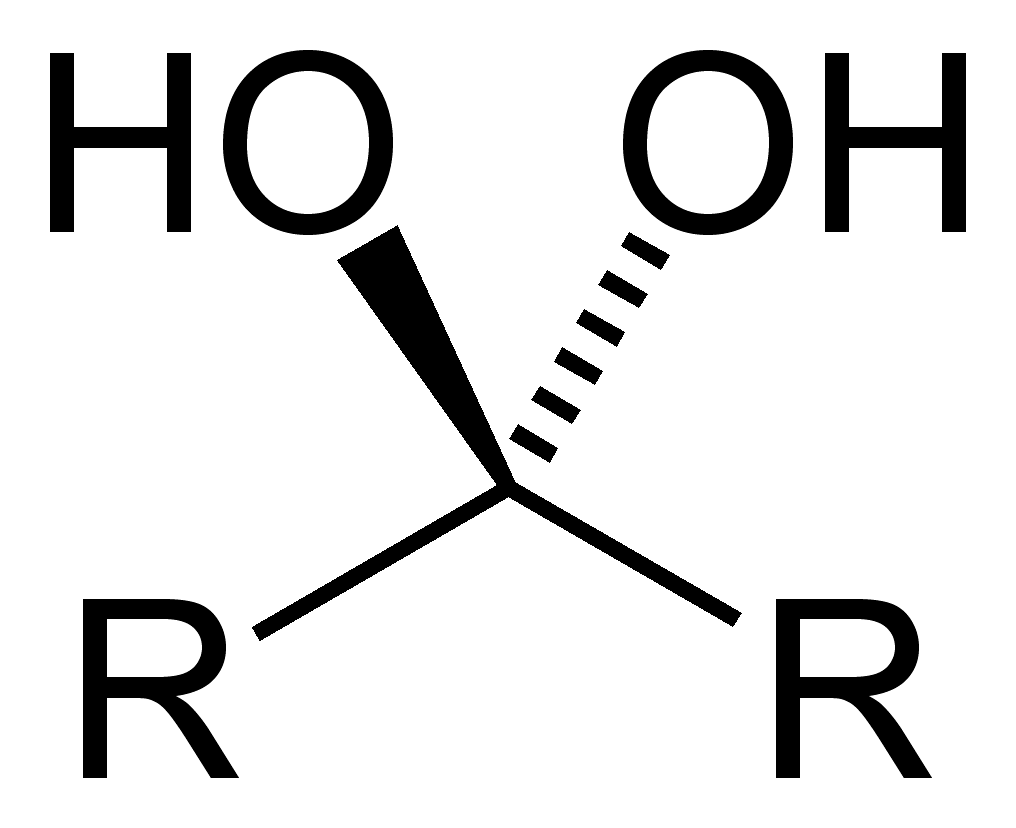
偕二醇的结构式，可以被看成是酮或醛的水合物

偕二醇（英語：geminal diol,可缩写为gem-diol，也译为孪二醇) 是指两个羟基官能团（-OH）共价结合到同一个碳原子上的有机化合物，一般是不稳定的。
最简单的偕二醇为甲二醇，化学式：CH4O2 或 H2C(OH)2。其它的例子还有：
- 二羟基丙二酸 (HOOC)2-C(OH)2、苯甲酰甲醛一水合物 C6H5C(O)CH(OH)2等
- 十羟基环戊烷 (C(OH)2)5、十二羟基环己烷 (C(OH)2)6等环多醇
- (F3C)2C(OH)2，六氟丙酮的水合物形式，由于六个氟原子的强吸电子作用，使其水合物形式能稳定存在。
- 水合氯醛，CCl3C(OH)2，也是由于卤原子的强吸电子作用而稳定。

## 水化平衡
偕二醇可以被看成是酮或醛的水合物。由于两个羟基连接在同一个碳原子上的结构是不稳定的，因此非常容易脱去一个水分子形成C=O基团。与之对应，一个羰基基团也有一定概率结合一个水分子形成偕二醇的结构。两者之间存在一个水化平衡。
如甲二醇是甲醛(H₂C=O)的水合物。在甲醛的水溶液福爾馬林中，甲二醇大量存在，其平衡常数达到103。在质量分数为5%的甲醛溶液中，80%的溶质都是以甲二醇的形式存在的。